# Mabel, Fatty and the Law
Mabel, Fatty and the Law (també titulada “Fatty's Spooning Days”) és una pel·lícula muda de la Keystone d’una bobina protagonitzada per Mabel Normand i Roscoe Arbuckle que també la dirigí. Es va estrenar el 28 de gener de 1915.

## Argument
Mabel sorprèn Fatty flirtejant amb la minyona i organitza un gran escàndol. Després per a reconciliar-se ella li proposa sortir a passejar al parc. En una altra casa, l'esposa de Hubby també descobreix el seu marit flirtejant amb la noia de la neteja i després d’una discussió també surten a passejar. En el parc hi ha uns cartells que diuen ben clar que no es pot flirtejar. En un moment donat les parelles es separen i els dos marits comencen a flirtejar amb l’altra esposa. La policia sorprèn les dues parelles i tot i que Mabel i els senyor Hubby aconsegueixen escapar, Fatty i la senyora Hubby són detinguts i portats a comissaria d’on no sortiran si no paguen 30 dòlars. Tots dos han de trucar a les seves respectives parelles que tot i témer ser reconeguts per la policia es presenten a pagar els 30 dòlars. En ser tots quatre desemmascarats s'adonen que la passejada no ha estat pas una bona idea.

## Repartiment
- Roscoe Arbuckle (Fatty)
- Mabel Normand (esposa de Fatty)
- Harry Gribbon (Hubby)
- Minta Durfee (esposa de Hubby)
- Glen Cavender (venedor de gelats)
- Josef Swickard (policia)
- Alice Davenport (detinguda)
- Al St. John (policia)
- Frank Hayes (policia dalt de l’arbre)
- Joe Bordeaux